# Машиністівська вулиця (Київ)
Машині́стівська ву́лиця — вулиця в Дніпровському районі міста Києва, місцевість ДВРЗ. Пролягає від Алматинської вулиці (двічі, утворюючи квадратову «дужку»). Приблизно посередині вулиця має перерву в проляганні, утворену забудовою по Алматинській вулиці.
Прилучаються декілька проїздів (без назви) до Алматинської вулиці та залізниця.

## Історія
Вулиця виникла в першій половині XX століття під нинішньою назвою.
У 1930–40-х роках існувала також Машиністівська вулиця в селі Шевченка, пізніше перейменована на провулок Умільців (ліквідований у середині 1980-х років).